# Tétrakis(3,5-bis(trifluorométhyl)phényl)borate

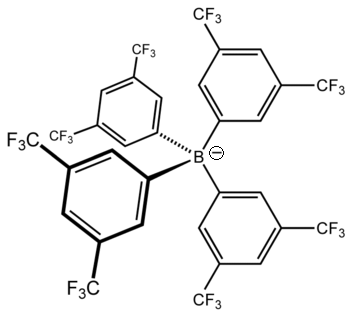
Structure de l'anion −, un anion non coordinant portant quatre groupes aryle fluorés distribués selon une géométrie moléculaire tétraédrique autour d'un atome de bore central.

Le tétrakis[3,5-bis(trifluorométhyl)phényl]borate, couramment noté [BArF4]−, est un anion non coordinant de formule [{3,5-(CF3)2C6H3}4B]−. Il est parfois appelé anion de Kobayashi en référence à Hiroshi Kobayashi, qui dirigeait l'équipe à l'origine de la première synthèse de cet anion, et est couramment surnommé « BARF » en raison de sa notation abrégée. Il est constitué de quatre groupes aryle fluorés disposés selon une géométrie tétraédrique autour d'un atome de bore. Chacun de ces groupes aryle est aromatique et plan.
Le [BArF4]− a été conçu dans le cadre de recherches sur des anions qui se coordonnent plus faiblement que les ions PF6−, BF4− et ClO4− alors disponibles. Les sels de cet anion sont des solides disponibles en solutions aqueuses ou non aqueuses. Le BARF peut former des catalyseurs dans lesquels le site actif requiert un anion qui ne formera pas de complexe avec le métal et n'interférera pas avec le cycle catalytique, comme pour la préparation de polycétones.

## Tétrakis[3,5-bis(trifluorométhyl)phényl]borate de sodium
Le sel de sodium de l'ion BARF est noté NaBArF4, ou parfois NaBArF24. Il a été synthétisé pour la première fois par une équipe dirigée par Kobayashi, travaux publiés en 1984. Un réactif de Grignard a été préparé en faisant réagir du 1-iodo-3,5-bis(trifluorométhyl)benzène avec du magnésium métallique dans l'éther diéthylique (CH3CH2)2O anhydre pour former de l'iodure de 3,5-bis(trifluorométhyl)phénylmagnésium [3,5-(CF3)2C6H3]MgI. Une solution de trifluorure de bore BF3 dans l'éther a ensuite été ajoutée à ce réactif de Grignard pour donner 84 % de sel de BARF après purification et chromatographie sur colonne.
BF3.OEt2 + 4 ArFMgI + NaF → 4 MgIF + NaBArF4 + OEt2.
Une voie de synthèse a par la suite été développée en mettant à profit une réaction d'échange magnésium-brome entre le 1-bromo-3,5-bis(trifluorométhyl)benzène et le chlorure d'isopropylmagnésium pour produire l'aryle de Grignard à faire réagir avec le tétrafluoroborate de sodium NaBF4 :
NaBF4 + 4 ArFMgBr → NaBArF4 + 4 MgBrF.

## Anions non coordinants
Les anions non coordinants sont des anions qui interagissent peu ou pas du tout avec les cations, ce qui est une propriété intéressante pour étudier les cations très électrophiles. En chimie de coordination, ce terme peut être employé pour désigner des anions qui ne forment pas facilement des liaisons directes avec l'atome métallique d'un complexe. L'hexafluorophosphate PF6− est un anion non coordinant dans les deux sens du terme,. Trois anions non coordinants sont largement utilisés : l'hexafluorophosphate PF6−, le tétrafluoroborate BF4− et le perchlorate ClO4− ; l'ion hexafluorophosphate est le moins coordinant des trois et est utilisé par rapport à cette propriété. Le BARF a été introduit dans les années 1990 comme anion bien moins coordinant que l'anion hexafluorophosphate.
Le NaBArF4 peut être utilisé pour déprotéger les composés carbonyle protégés par des cétals ou des acétals,. Par exemple, la déprotection du 2-phényl-1,3-dioxolane en benzaldéhyde peut être réalisé par l'eau en cinq minutes à 30 °C :
PhCH(OCH2)2 + H2O   {\displaystyle {\ce {->[{\ce {NaBAr^{F}4}}][{\text{30 °C / 5 min}}]}}}   PhCHO + HOCH2CH2OH.
On connaît plusieurs composés du BARF. L'acide de Brookhart est ainsi le sel de l'anion BARF avec le cation oxonium d'éther diéthylique [(Et2O)2H]BArF4. On peut l'obtenir à partir du sel de sodium dans l'éther diéthylique en présence de chlorure d'hydrogène dans la mesure où le chlorure de sodium est insoluble dans l'éther diéthylique, ce qui facilite l'échange de cations :
NaBArF4 + HCl(g) + 2 Et2O → [(Et2O)2H]BArF4 + NaCl(s).
On connaît également des sels de BARF avec des cations hexa(acétonitrile)métal(II) [M(CH3CN)6]2+ où M représente un atome de vanadium, de chrome, de manganèse, de fer, de cobalt ou de nickel.